# أنطونيو فيدال فرنانديز
أنطونيو فيدال فرنانديز هو رسام كوبي، ولد في 28 فبراير 1928 في هافانا في كوبا، وتوفي في 30 يوليو 2013.